# Omega Diatribe
Omega Diatribe este o formație de extreme metal din Ungaria, formată în 2008.

## Istoric
Formația a fost inființată inițial în 2008 de doi chitariști, de Hajer Gergő, din fosta formație SyCo I, și de Szatmáry Ákos (basist), din ex-Blindfold. Cei doi chitariști au imaginat o muzică extremă, severă, cu adâncimi infricoșătoare, doreau muzică poliritmică, muzică groove metal. Percuționistul formației era Nagy Jeromos, cunoscut tot din trupa Syco I. Acest trio prefera poliritmia, piesele complexe, structurate poliritmic si precizia performanțelor muzicale. Până 2010 cei trei căutau alți colegi, muzicanți, care de asemenea preferau muzica metal poliritmic. Percuționistul Nagy Jeromos în anul 2010 a părăsit trupa. A fost urmat de Metzger Dávid, cunoscut din trupa Horda, și a mai venit un al doilea chitarist, Császár Attila, membru în formația Stopyt. Membrii trupei – încă fară nume- căutau permanent un vocalist pentru acest gen de muzică. Datorită unui prieten al formației, Schrottner Tamás, au făcut cunostință cu Komaromi Gergely, care s-a dovedit potrivit pentru acest gen de muzică. Astfel s-a inființat noua formație, Omega Diatribe. La sfârsitul anului 2012/la inceputul anului 2013, au apărut 3 melodii demo înregistrate, care au stârnit un interes nemaiauzit în rândul iubitorilor de acest gen de muzică metal.
După 2 ani de muncă susținută, în 21 octombrie 2013, au scos un album, de debut, cu titilul IAPETUS editat de autori, care mai târziu a fost îngrijit de editura a La Band Prod., din Franța. Acest album a fost lucrat integral de membrii trupei în propriul lor studio, care este cunoscut sub numele de 515 STUDIO. Mixul și masteringul a fost făcut de chitaristul formației Hájer Gergő, iar coperta discului era munca percuționistului Metzger Dávid. Datorită acestui album formația are mai mulți iubitori și în afara granițelor Ungariei. Datorită voturilor, în țară trupa a obținut locul 2 la competiția discurilor de debut la concursul HangSúly. După mai multe turnee, percuționistul Metzger Dávid a părăsit trupa. După plecarea acestui membru al formației, au inceput să colaboreze cu americanul Kevin Talley. Baterist, si el răspunde de coloana sonoră pe noua compoziție, apărută online în 16 iunie 2014, Hydrozone Periods. Cooperarea cu percuționistul american a rezultat un nou EP, Abstract Ritual, care a apărut în 26 februarie 2015. Discul nou aduce formației o poziție mai stabilă pe scena muzicii metal ungurească. Intre timp au găsit un percuționist permanent, pe Kiss Tamás.

## Influențe
În evoluția sa trupa a fost influențată de următoarele formații: Crowbar, Korn, Machine Head, Meshuggah, Slipknot, Soulfly, Tool.

## Membrii trupei
Membri actuali
- Gergely Komáromi – voce (2011–prezent)
- Gergő Hájer – chitară (2008–prezent)
- Attila Császár – chitară (2010–prezent)
- Ákos Szathmáry – chitară bas (2008–prezent)
- Tommy Kiss – tobe (2014–prezent)

Foști membri
- Dávid Metzger – tobe (2010-2014)
- Jeromos Nagy – tobe (2008–2010)

## Discografie
- 2012 - Forty Minutes (demo)
- 2013 - IAPETUS (album)
- 2014 - Hydrozoan Periods (single)
- 2015 - Abstract Ritual (EP)

### Clipuri video
- 2014 — Unshadowed Days